# Global Indian Film Award
Global Indian Film Award (GIFA) ist ein indischer Filmpreis für Bollywoodfilme. Der GIFA wurde erstmals 2005 in Dubai verliehen. Die Verleihung wird von Jordy Patel und Sameer Khan promotet. Unterstützt werden sie von Sunil Shetty, den Vorsitzenden von Popcorn Entertainment. Jedes Jahr findet die Verleihung in einem anderen Land statt. Die Jurymitglieder sind Jackie Shroff, Rati Agnihotri, Sajid Nadiadwala, Sandeep Chowta, Shyam Benegal und Smita Thackeray.
Die Preisgalas fanden in den folgenden Städten statt:
- 2005 – Dubai, Vereinigte Arabische Emirate
- 2007 – Kuala Lumpur, Malaysia

## Preise

### Künstlerische Preise
- Best Film

| Jahr | Film                       | Produzent          |
| ---- | -------------------------- | ------------------ |
| 2004 | Ich bin immer für Dich da! | Shahrukh Khan      |
| 2006 | Lage Raho Munna Bhai       | Vidhu Vinod Chopra |

- Best Director

| Jahr | Film                               | Regisseur               |
| ---- | ---------------------------------- | ----------------------- |
| 2004 | Ich bin immer für Dich da!         | Farah Khan              |
| 2006 | Rang De Basanti – Die Farbe Safran | Rakeysh Omprakash Mehra |

- Best Actor

| Jahr | Film                                     | Schauspieler   |
| ---- | ---------------------------------------- | -------------- |
| 2004 | Veer und Zaara – Die Legende einer Liebe | Shahrukh Khan  |
| 2006 | Krrish, der Sternenheld                  | Hrithik Roshan |

- Best Actress

| Jahr | Film                          | Schauspielerin |
| ---- | ----------------------------- | -------------- |
| 2004 | Ich & Du – Verrückt vor Liebe | Rani Mukerji   |
| 2006 | Corporate                     | Bipasha Basu   |

- Best Supporting Actor

| Jahr | Film                            | Schauspieler      |
| ---- | ------------------------------- | ----------------- |
| 2004 | Zwei Herzen für Rani            | Akshay Kumar      |
| 2006 | Bis dass das Glück uns scheidet | Abhishek Bachchan |

- Best Supporting Actress

| Jahr | Film                                     | Schauspielerin |
| ---- | ---------------------------------------- | -------------- |
| 2004 | Veer und Zaara – Die Legende einer Liebe | Divya Dutta    |
| 2006 | Rang De Basanti – Die Farbe Safran       | Soha Ali Khan  |

- Best Comedian

| Jahr | Film    | Schauspieler/in |
| ---- | ------- | --------------- |
| 2004 | Hulchul | Arshad Warsi    |
| 2006 | Golmaal | Tusshar Kapoor  |

- Best Villain

| Jahr | Film                                   | Schauspieler/in                  |
| ---- | -------------------------------------- | -------------------------------- |
| 2004 | Ich bin immer für Dich da! und Aitraaz | Sunil Shetty und Priyanka Chopra |
| 2006 | Omkara                                 | Saif Ali Khan                    |

- Best Debut Director

| Jahr | Film       | Regisseur      |
| ---- | ---------- | -------------- |
| 2006 | Fight Club | Vickram Chopra |

- Best Debut Actor

| Jahr | Film          | Debütant   |
| ---- | ------------- | ---------- |
| 2006 | 36 China Town | Upen Patel |

- Best Debut Actress

| Jahr | Film            | Debütantin     |
| ---- | --------------- | -------------- |
| 2004 | Swades – Heimat | Gayatri Joshi  |
| 2006 | Gangster        | Kangana Ranaut |

- Best Music Director

| Jahr | Film                               | Komponist    |
| ---- | ---------------------------------- | ------------ |
| 2004 | Dhoom! – Die Jagd beginnt          | Pritam       |
| 2006 | Rang De Basanti – Die Farbe Safran | A. R. Rahman |

- Best Lyrics

| Jahr | Film                               | Liedtexter    |
| ---- | ---------------------------------- | ------------- |
| 2006 | Rang De Basanti – Die Farbe Safran | Prasoon Joshi |

- Best Playback Singer Male

| Jahr | Film                       | Sänger     |
| ---- | -------------------------- | ---------- |
| 2004 | Ich bin immer für Dich da! | Abhijeet   |
| 2006 | Gangster                   | Zubin Garg |

- Best Playback Singer Female

| Jahr | Film                            | Sängerin        |
| ---- | ------------------------------- | --------------- |
| 2004 | Dhoom! – Die Jagd beginnt       | Sunidhi Chauhan |
| 2006 | Bis dass das Glück uns scheidet | Alka Yagnik     |

- Most Searched Male Actor on Internet: Shahrukh Khan 2006
- Most Searched Female Actor on Internet: Priyanka Chopra 2006
- Outstanding Contribution to Indian Cinema: Rakesh Roshan 2006

### Technische Preise
- Best Story

| Jahr | Film                                     | Gewinner                               |
| ---- | ---------------------------------------- | -------------------------------------- |
| 2004 | Veer und Zaara – Die Legende einer Liebe | Aditya Chopra                          |
| 2006 | Lage Raho Munna Bhai                     | Vidhu Vinod Chopra und Rajkumar Hirani |

- Best Screenplay

| Jahr | Film                               | Gewinner                                   |
| ---- | ---------------------------------- | ------------------------------------------ |
| 2004 | Maqbool                            | Abbas Tyrewala und Vishal Bharadwaj        |
| 2006 | Rang De Basanti – Die Farbe Safran | Renzil D'Silva und Rakeysh Omprakash Mehra |

- Best Dialogues

| Jahr | Film                          | Gewinner                          |
| ---- | ----------------------------- | --------------------------------- |
| 2004 | Ich & Du – Verrückt vor Liebe | Kunal Kohli                       |
| 2005 | Hamiko                        | Sime & Aleks                      |
| 2006 | Lage Raho Munna Bhai          | Rajkumar Hirani und Abhijat Joshi |

- Best Cinematography

| Jahr | Film                           | Kameramann       |
| ---- | ------------------------------ | ---------------- |
| 2004 | Mut zur Entscheidung – Lakshya | Christopher Popp |
| 2006 | Omkara                         | Tassaduq Hussain |

- Best Editing

| Jahr | Film                               | Gewinner         |
| ---- | ---------------------------------- | ---------------- |
| 2004 | Dhoom! – Die Jagd beginnt          | Rameshwar Bhagat |
| 2006 | Rang De Basanti – Die Farbe Safran | P. S. Bharti     |

- Best Background Music

| Jahr | Film                               | Gewinner     |
| ---- | ---------------------------------- | ------------ |
| 2006 | Rang De Basanti – Die Farbe Safran | A. R. Rahman |

- Best Art Director

| Jahr | Film                               | Gewinner     |
| ---- | ---------------------------------- | ------------ |
| 2004 | Ich bin immer für Dich da!         | Sabu Cyril   |
| 2006 | Rang De Basanti – Die Farbe Safran | Samir Chanda |

- Best Action

| Jahr | Film                       | Gewinner                        |
| ---- | -------------------------- | ------------------------------- |
| 2004 | Ich bin immer für Dich da! | Allan Amin                      |
| 2006 | Krrish, der Sternenheld    | Tony Suiching und Shyam Kaushal |

### Kritikerpreis
- Best Actor critics

| Jahr | Film                 | Schauspieler |
| ---- | -------------------- | ------------ |
| 2006 | Lage Raho Munna Bhai | Sanjay Dutt  |

- Best Actress critics

| Jahr | Film      | Schauspielerin |
| ---- | --------- | -------------- |
| 2006 | Corporate | Bipasha Basu   |

- Best Actor in a Comic Role

| Jahr | Film             | Schauspieler/in |
| ---- | ---------------- | --------------- |
| 2006 | Khosla Ka Ghosla | Anupam Kher     |